# Remember
Remember ist ein Kompilationsalbum von John Lennon, und es ist das 17. postum erschienene Album nach Lennons Tod im Jahr 1980. Gleichzeitig ist es einschließlich der acht Solo-Studioalben, der drei Avantgarde-Alben mit seiner Frau Yoko Ono, der beiden Livealben, der beiden Interviewalben und der Kompilationsalben das insgesamt 29. Album John Lennons. Es wurde im November 2006 in den USA veröffentlicht.

## Entstehungsgeschichte
Im November 2006 veröffentlichte EMI (EMI Music Special Markets) ausschließlich in den USA eine CD; dessen Vertrieb durch die Starbucks-Kaffeekette via Mailorder Versand sowie in deren Kaffeehäusern erfolgte. Das Label von Starbucks ist Hear Music auf dem auch das Paul-McCartney-Album Memory Almost Full im Jahr 2007 veröffentlicht worden ist. Die CD enthält lediglich acht Single-A-Seiten; weitere sechs Titel stammen von der John Lennon Anthology; drei von John Lennon/Plastic Ono Band und ein Lied von Milk and Honey. Die CD beinhaltet ein zehnseitiges eingeklebtes Begleitheft, das eine Einleitung über das künstlerische Schaffen von John Lennon sowie Erläuterungen zu den einzelnen Titeln enthält.

## Covergestaltung
Die Covergestaltung erfolgte von Robert Mercer. Das Coverbild stammt von Retna.

## Veröffentlichung
In Deutschland ist die CD nur über Import erhältlich. Eine Veröffentlichung im LP-Format erfolgte nicht.

## Titelliste
1. #9 Dream – 4:46
2. Instant Karma! – 3:21
3. Working Class Hero – 3:48
4. Hold On – 0:43 (John Lennon Anthology Version)
5. Watching the Wheels – 3:31
6. Remember – 4:36
7. God – 4:08
8. Mother – 5:33
9. Sean’s ‘Little Help’ – 0:57 (John Lennon Anthology Version)
10. Imagine – 3:01
11. Steel and Glass – 4:35
12. I’m Losing You – 4:06 (John Lennon Anthology Version mit Cheap Trick)
13. Going Down on Love (Instructions only) – 0:54 (John Lennon Anthology Version)
14. Nobody Told Me – 3:34
15. Isolation – 3:46 (John Lennon Anthology Version)
16. Nobody Loves You (When You’re Down and Out)  – 5:38 (John Lennon Anthology Version)
17. Jealous Guy – 4:13
18. (Just Like) Starting Over – 3:56

## Chartplatzierungen
| ChartsChartplatzierungen       | Höchstplatzierung | Wochen |
| ------------------------------ | ----------------- | ------ |
| Vereinigte Staaten (Billboard) | 44 (5 Wo.)        | 5      |